# Tommaso Parodi (patriota)
Tommaso Parodi (Genova, 8 novembre 1791 – Genova, 1890) è stato un patriota italiano.

## Biografia
Tommaso Parodi era il più vecchio tra i partecipanti alla spedizione dei Mille.
Con Garibaldi aveva già militato a Montevideo (nella Legione Italiana) e nella prima guerra d'Indipendenza.
Partecipò alla spedizione in Sicilia con il grado di maggiore ed ebbe l'incarico di comandare la guarnigione rimasta a Palermo. Dopo la spedizione rimase con lo stesso grado nell'Esercito regolare per qualche anno.
Si ritirò a Genova, dove faceva l'ortolano e dove morì quasi centenario nel 1890.